# CETA
CETA (Comprehensive Economic and Trade Agreement, též Komplexní hospodářská a obchodní dohoda) je dohoda mezi Kanadou a zeměmi Evropské unie, upravující podmínky volného obchodu a dodržování autorských práv. Znění velké části ustanovení týkajících se autorského práva a jeho vynucování je téměř totožné s těmi, jež obsahovala Evropským parlamentem nedávno zamítnutá kontroverzní dohoda ACTA; to vyvolává obavy v řadách zastánců svobody internetu a lidských práv.

## Historie a vývoj dohody CETA
Tato dohoda je největší kanadskou iniciativou na poli oboustranných dohod od dob NAFTA. CETA je reakcí na studii s názvem „Porovnávání záporů a přínosů bližšího hospodářského partnerství Kanady a zemí EU“ vypracované v říjnu 2008.
K oficiálnímu obeznámení veřejnosti s touto dohodou došlo dne 6. května 2009 na summitu EU-Kanada v Praze. Základy této smlouvy pocházejí ze dne 18. března 2004, kdy se na summitu v Ottawě začal vytvářet rámec obchodní a ekonomické dohody mezi Kanadou a EU (TIEA). TIEA byla zaměřena na úpravu podmínek pro uskutečňování obchodů, investic, výběrových a hospodářských soutěží, finančních služeb, obchodování přes internet, usnadnění vzájemného akceptování odborných kvalifikací atd. Nezůstaly opomenuty ani otázky kolem trvale udržitelného rozvoje a sdílení vědeckých a technických pokroků.
TIEA měla oživit kanadsko-evropskou spolupráci, prosadit osvědčené regulační postupy, právně je ošetřit a usnadnit tím obchodování a investice. Kromě odbourání bariér měla TIEA za cíl i zlepšení pozice obou aktérů na globálním trhu. Projednávání TIEA probíhalo až do roku 2006, kdy bylo jednoznačně rozhodnuto o jejím pozastavení. To vedlo k zahájení rozhovorů o komplexní hospodářské a obchodní dohodě (CETA), která má téměř stejné zaměření, ale větší dosah a ambicióznější cíle než TIEA.

## Výzkum provedený na žádost jednajících stran
Analýza dopadu obchodu na trvale udržitelný rozvoj (SIA), vypracovaná na podnět Evropské komise nezávislými odborníky, informuje o předpokládaných pozitivních i negativních vlivech dohody CETA. Tato studie tedy předpokládá celou řadu dopadů dohody na makroekonomiku všech možných průmyslových a obchodních odvětví. Pro EU se očekává dlouhodobý růst HDP o 0,02 až 0,03 %, u Kanady má jít o zhruba 0,18 až 0,36 %. Z části zprávy vyplývá, že tato čísla mohou být za příznivých podmínek znatelně vyšší. Co se týče oblasti obchodu, studie předpovídá větší zisky dosažitelné liberalizací služeb a odstraněním tarifů uplatňovaných při obchodování s důležitými zemědělskými produkty. Ve studii je také zmíněn fakt, že CETA bude mít pozitivní sociální dopady na zaměstnance, protože obsahuje ustanovení, která upravují pracovní normy v jejich prospěch.

## Obchodní vztahy mezi EU a Kanadou
Kanada a Evropská unie mají za sebou společnou historii ekonomické spolupráce. S 27 členskými státy, celkovou populací čítající téměř 500 miliónů obyvatel a s HDP, který V roce 2014 byl v EU-28 v tržních cenách odhadován na 14,0 bilionů EUR, se EU řadí mezi největší jednotné trhy a zahraniční investory na světě. EU díky tomu pro Kanadu představuje druhého nejdůležitějšího obchodního partnera.
V roce 2008 činil kanadský export zboží a služeb do EU 52,2 miliard dolarů, což bylo o 4% více než v uplynulém roce. Import z EU do Kanady dosáhl hodnoty 62,4 miliard dolarů.

## Ustanovení ohledně autorských práv
Důležitá a také kontroverzní část této dohody se týká posílení ochrany duševního vlastnictví,
což kromě jiného zahrnuje též zákaz technologií, které je možné využít k obejití opatření na ochranu autorských práv, a další opatření, téměř totožná s těmi z dohod ACTA, DMCA, PIPA a SOPA.

- Prodloužení doby platnosti autorských práv. Současná délka období, po které v Kanadě platí autorská práva se rovná délce autorova života + 50 let. Tato délka je v souladu s požadavky Bernské dohody o ochraně literárních a uměleckých děl. EU požaduje, aby se tato lhůta prodloužila o 20 let (délka života + 70 let).

- Akceptování podmínek WIPO. EU požaduje, aby Kanada respektovala povinnosti vyplývající z členství ve WIPO.

- Opatření proti obcházení autorských práv. Kanada by měla implementovat nařízení, která mají za úkol zabránit porušování autorských práv, což zahrnuje i zákaz distribuce zařízení, s jejichž pomocí k porušování dochází (tyto požadavky v podmínkách stanovených WIPO ani nenacházejí).

- Právní cesta k vynucení dodržování autorských práv. Kanada by také měla zavést řadu donucovacích opatření, včetně povinnosti uchovávat důkazy, předávat veškeré údaje o podezřelých orgánům, které provádějí vyšetřování, možnost porušení bankovního tajemství, soudního zákazu činnosti,ničení nelegálně držených kopií a zpřísnění kontrol na hranicích.

- Zákon o opětovném prodeji. Tento zákon má umělcům zajistit podíl z opakovaného prodeje jejich díla i po prvním/původním prodeji.

## Česko-kanadský vízový spor
Aby CETA vstoupila v platnost, je nutný podpis a ratifikace České republiky, která obojí podmiňuje zrušením vízové povinnosti pro české občany, kterou na ně Kanada znovu uvalila v roce 2009. Spor byl vyřešen 14. listopadu 2013 zrušením vízové povinnosti uvalené Kanadou na občany České republiky.